# داروين كوك
داروين كوك (بالإنجليزية: Darwin Cook)‏ مواليد 6 أغسطس 1958 في لوس أنجلوس، هو لاعب كرة سلة أمريكي سابق. بدأ مسيرته الاحترافية في سنة 1980. تم اختياره من قبل فريق ديترويت بيستونز خلال الدرافت. يبلغ طوله 6 قدم 3 بوصة (1.9 م). اعتزل اللعب في 1992. أحرز خلال مسيرته في الإن بي إيه 5820 نقطة بمعدل 9.5 نقاط في المباراة الواحدة.

## المسيرة الاحترافية
لعب مع بروكلين نتس من سنة 1980 إلى 1986، ثم لعب مع واشنطن ويزاردز في موسم 1986–1987، ثم لعب مع فيكتوريا يبرتاس بيزارو في الدوري الإيطالي في سنة 1988، ثم لعب مع سان أنطونيو سبرز في موسم 1988–1989، ثم لعب مع دنفر ناغتس في سنة 1989، ثم لعب مع فيكتوريا يبرتاس بيزارو في الدوري الإيطالي من سنة 1989 إلى 1991.

## روابط خارجية
- داروين كوك على موقع إن بي أي (الإنجليزية)
- داروين كوك على موقع سبورتس رفرنس (الإنجليزية)
- داروين كوك على موقع كلية كرة السلة في سبورتس رفرنس.كوم (الإنجليزية)
- داروين كوك على موقع ريلجم (الإنجليزية)
- داروين كوك على موقع بروبوليرز (الإنجليزية)